# ComicFesta
ComicFesta(코믹 페스타)는 웨이브가 운영하는 전자 코믹 착신 사이트.
출판사 직영의 사이트인 것이 특징으로 오리지널 작품도 많이 착신하고 있어, 이것이 후발임에도 불구하고 존속하는 이유가 되고 있다.

## AnimeFesta
2021년 5월 10일부터 웨이브가 운영하고 있는 서브 스크립션 방식의 애니메이션 전송 사이트.
전신인 사이트는 ComicFesta 사이트 내에서 운영되고 있으며, 2017년 3월부터 〈애니메Zone〉로서 개설. ComicFesta의 사이트 내에 있는 애니메이션 전송 사이트. 2019년 2월부터 〈ComicFesta 애니메〉로 개명했다. 아래와 같은 오리지날 작품 외, 타 작품의 모션 코믹판이나, 코믹 유신 원작의 드라마 작품 등의 전달도 실시하고 있다.

### AnimeFesta 오리지널
2017년부터 웨이브의 그룹사가 제작하고 있는 작품. 처음에는 〈ComicFesta 애니메〉 명칭을 사용했지만, 2021년 5월부터 〈AnimeFesta 오리지널〉로 개명했다.
틴즈 러브나 성인 만화이기 때문에 이들 작품은 성인용의 〈완전판〉이 제작되어 독점 전달되고 있다. 지상파 텔레비전 방송이나 인터넷 전달 사이트에서도 통상판(일부 방송국에 의해서는 부분적으로 완화한 R-15판)가 방송 · 착신되고 있다. 《거인족의 신부》 이후의 작품은 〈통상판〉을 〈온에어판〉, 〈완전판〉을 〈프리미엄판〉으로 호칭이 개정되어 있다.
또한 최초로 방송 · 전송한 작품 《승려와 나누는 색욕의 밤에…》를 빗대어 〈승려계〉라는 호칭도 받고 있다. 후에 이 호칭은 공식화해, 애니메이션화를 확약한 만화상 〈승려계 쟁탈 만화 대상〉 등에 사용된다.

#### 오리지널 작품
- 승려와 나누는 색욕의 밤에… (2017년 4월 ~ 6월, 전 12화+특별편 1화)
- 스커트 안은 짐승이었습니다. (2017년 7월 ~ 9월, 전 12화)
- 맞선 상대는 제자, 기가 센, 문제아 (2017년 10월 ~ 12월, 전 12화)
- 25세의 여고생 (2018년 1월 ~ 3월, 전 12화)
- 달콤한 징벌 ~나는 간수의 펫~ (2018년 4월 ~ 6월, 전 12화)
- 천장에서 떨어진 그녀 ~2층에서 여자가...떨어졌다!?~ (2018년 7월 ~ 8월, 전 9화)
- 막차가 끊긴 뒤, 캡슐 호텔에서 상사에게 미열을 전하는 밤 (2018년 10월 ~ 12월, 전 12화)
- 아빠도, 하고 싶어 (2019년 1월 ~ 2월, 전 8화)
- 목욕관리사씨! ~나와 그 녀석이 여탕에서!?~ (2019년 4월 ~ 5월, 전 8화)
- 손끝에서부터 진심의 열정 -소꿉친구는 소방관- (2019년 7월 ~ 9월, 전 8화)
- XL 상사 (2019년 10월 ~ 11월, 전 8화)
- 오버플로 (2020년 1월 ~ 2월, 전 8화)
- 내 손가락으로 흐트러져라. ~폐점 후 둘만 남은 살롱에서~ (2020년 4월 ~ 5월, 전 8화)
- 거인족의 신부 (2020년 7월 ~ 8월, 전 9화)
- 늑대 씨는 잡아먹히고 싶어 (2020년 9월, 전 3화)
- 어른은 사랑하는 방법을 몰라! (2020년 10월 ~ 11월, 전 8화)
- 지미헨!! ~지미코를 바꾸는 순이성교유~ (2021년 1월 ~ 2월, 전 8화)
- 흑갸루가 됐으니까 절친과 해봤다. (2021년 4월 ~ 5월, 전 8화)
- 손끝에서부터 진심의 열정 2 -연인은 소방관- (2021년 7월 ~ 8월, 전 8화)
- 마왕 이브로기아에게 몸을 바쳐라 (2021년 10월 ~ 11월, 전 9화)
- 쇼타임! ~노래의 언니라도 하고 싶다~ (2021년 10월 ~ 11월, 전 8화)
- 왕자의 본명은 악역 영애 (2022년 1월 ~ 3월, 전 8화)
- 3초 후, 야수. ~미팅에서 구석에 있던 그는 육식이었습니다. (2022년 4월 ~ 6월, 전 8화)
- 숲 속의 곰, 동면 중. (2022년 7월 ~ 9월, 전 9화)
- 하렘 캠프! (2022년 10월 ~ 12월, 전 8화)
- 쇼타임! 2 ~노래의 언니라도 하고 싶다~ (2023년 1월 ~ 3월, 전 8화)
- 사자나미 소우시에게 순결을 바치다 (2023년 4월 ~ 6월, 전 8화)
- 부부 교환 ~돌아올 수 없는 밤~ (2023년 7월 ~ 9월, 전 8화)
- 시크릿 미션 ~잠입수사관은 절대 지지않아!~ (2023년 10월 ~ 12월, 전 8화)
- 괴롭혀줘, 아담 군 (2024년 1월 ~ 3월, 전 8화)
- 들러리 캐릭터인 주제에, 슈퍼 달링 왕자의 총애를 받고 있습니다. (2024년 4월 ~ 6월, 전 8화)
- 밤놀이 생활! (2024년 7월 ~ 9월, 전 8화)
- 다이쇼 거짓 브라이덜~남을 대신할 신부와 군복의 맹애 (2024년 10월 ~ 12월, 전 8화)
- 「1분 동안만 건드려도 돼...」 셰어하우스의 비밀 규칙. (2025년 1월 ~ 3월, 전 8화)
- 너무 야한 후카미군 (2025년 4월 ~ 6월, 전 8화)
- 큰일날 때까지 결혼 (2025년 7월 ~ )